# 马里戈特 (圣卢西亚)
马里戈特（Marigot）是加勒比海岛国圣卢西亚西海岸的一个城镇，行政上由卡斯特里区管辖，位于罗索以北和库尔德萨克以南，靠近马里戈特湾。该地为马里戈特中学的所在地。
13°57′52″N 61°1′35″W / 13.96444°N 61.02639°W